# Dog Gone
Dog Gone («Пропала собака») — восьмая серия восьмого сезона мультсериала «Гриффины». Премьерный показ состоялся 29 ноября 2009 года на канале FOX.

## Сюжет
Брайана приглашают на торжество в честь его наконец-то изданного романа «Быстрее скорости любви» («Faster Than the Speed of Love»), пёс в восторге, что, в конце концов, общество признало его гениальным. Однако Брайана постигает разочарование: все члены этой литературной организации («Rhode Island Society for Special Literary Excellence») — умственно отсталые. Расстроенный пёс навещает местный бар, после чего пьяным садится за руль и сбивает собаку. Брайан тайком закапывает сбитого, и никому не рассказывает о произошедшем, но Стьюи всё знает, и шантажирует пса. Таким образом, вскоре Брайан признаётся в содеянном Джо и своей семье, но те поднимают его на смех: «Подумаешь, собаку. К тому же ты и сам собака» (no one cares if a dog is killed, especially by another animal).
Однако Брайан относится к этому не так просто, и организовывает в городе движение «Куахогская Лига Равных Прав для Животных и Людей» (The Quahog Animal Equal Rights League). Впрочем, жители больше хотят пищи и медицинской помощи, чем заботиться о животных, и даже едва не съедают самого Брайана.
После этого Брайан впадает в жестокую депрессию. Стьюи фальсифицирует смерть Брайана при пожаре (сняв с него ошейник и надев его на труп бездомного), и семья только теперь начинает понимать, как сильно они любили своего пса. Стьюи показывает Брайану, как сокрушаются о нём, несмотря на то, что он — животное, и это поднимает дух пса.
Тем временем Гриффины нанимают домбработницу — латиноамериканку Консуэлу. Та оказывается женщиной с характером, и насильно поселяется в доме, впрочем, не уклоняясь от своих прямых обязанностей. Испробовав все возможные способы убеждения, Питер усыпляет её хлороформом и оттаскивает к дому Джо.
В конце эпизода Питер обращается к зрителям с уверениями, что «при съёмках этого эпизода ни одно животное не пострадало. Пострадали только нервы некоего итальянского оперного певца, когда занавес закрылся на середине выступления» (no animals were actually harmed during the events of the episode. However, the only thing that was hurt during the episode were the feelings of an Italian opera singer when the curtain closed early during his performance).

## Создание
Автор сценария: Стив Кэллахан
Режиссёр: Джулиус Ву
Композитор:
Приглашённые знаменитости: Крис Мэттьюс (камео; в своём шоу), Кел Макфарлейн (в роли собаковода с Национального общественного радио), Натан Ганн (в роли итальянского оперного певца), Эдди Сотелло и Фред Таташор

## Интересные факты